# BMX-Rennsport-Europameisterschaften 2025
Die BMX-Rennsport-Europameisterschaften 2025 wurden vom 10. bis 13. Juli in Valmiera, Lettland ausgetragen. Austragungsort der Wettkämpfe war die Māra Štromberga BMX trase.

## Ergebnisse

### Männer
| Disziplin | Gold                 | Silber         | Bronze           |
| --------- | -------------------- | -------------- | ---------------- |
| Elite     | Mathis Ragot-Richard | Arthur Pilard  | Sylvain André    |
| U23       | Jason Noordam        | Casper Pipers  | Edgars Langmanis |
| Junioren  | Kristers Apels       | Jesse Wahlberg | Mark Lüthi       |

### Frauen
| Disziplin   | Gold              | Silber            | Bronze           |
| ----------- | ----------------- | ----------------- | ---------------- |
| Elite       | Beth Shriever     | Merel Smulders    | Laura Smulders   |
| U23         | Veronika Stūriška | Michelle Wissing  | Sabina Košárková |
| Juniorinnen | Freia Challis     | Elsa Rendall Todd | Lola De Oliveira |

## Medaillenspiegel
| Platz  | Land           | Gold | Silber | Bronze | Gesamt |
| ------ | -------------- | ---- | ------ | ------ | ------ |
| 1      | Großbritannien | 2    | 1      | –      | 0      |
| 2      | Lettland       | 2    | –      | 1      | 0      |
| 3      | Niederlande    | 1    | 3      | 1      | 0      |
| 4      | Frankreich     | 1    | 1      | 2      | 0      |
| 5      | Schweden       | –    | 1      | –      | 0      |
| 6      | Schweiz        | –    | –      | 1      | 0      |
| 6      | Tschechien     | –    | –      | 1      | 0      |
| Gesamt | Gesamt         | 6    | 6      | 6      | 18     |